# デヤン・ブラヴニチャル
デヤン・ブラヴニチャル（Dejan Bravničar, 1937年8月1日 - 2018年3月20日）は、スロヴェニアのヴァイオリン奏者。

## 経歴
リュブリャナの生まれ。地元の音楽院でフラン・スタニッチとカレル・ルペルにヴァイオリンを学ぶ。1957年に卒業後は、1960年までモスクワ音楽院に留学してダヴィド・オイストラフの指導を受け、またローマ聖チェチーリア音楽院でピーナ・カルミレッリにも師事。
1967年から母校のリュブリャナ音楽院で教鞭をとり、1993年から2001年まで同音楽院の院長を歴任した。
リュブリャナにて死去。

## 註
1. ↑  “Umrl je violinist Dejan Bravničar”. RTV SLO. (2018年3月20日).  オリジナルの2018年3月24日時点におけるアーカイブ。 2018年3月24日閲覧。
2. ↑  デヤン・ブラヴニチャル - Discogs（英語）
3. ↑  “Umrl je eden najbolj cenjenih slovenskih violinistov”. Siol.net. (2018年3月20日).  オリジナルの2018年3月25日時点におけるアーカイブ。 2018年3月24日閲覧。

| スタブアイコン | サブスタブ | この項目は、まだ閲覧者の調べものの参照としては役立たない、人物に関連した書きかけの項目です。この項目を加筆・訂正などしてくださる協力者を求めています（P:人物伝/PJ:人物伝）。 |